# The Long Shot

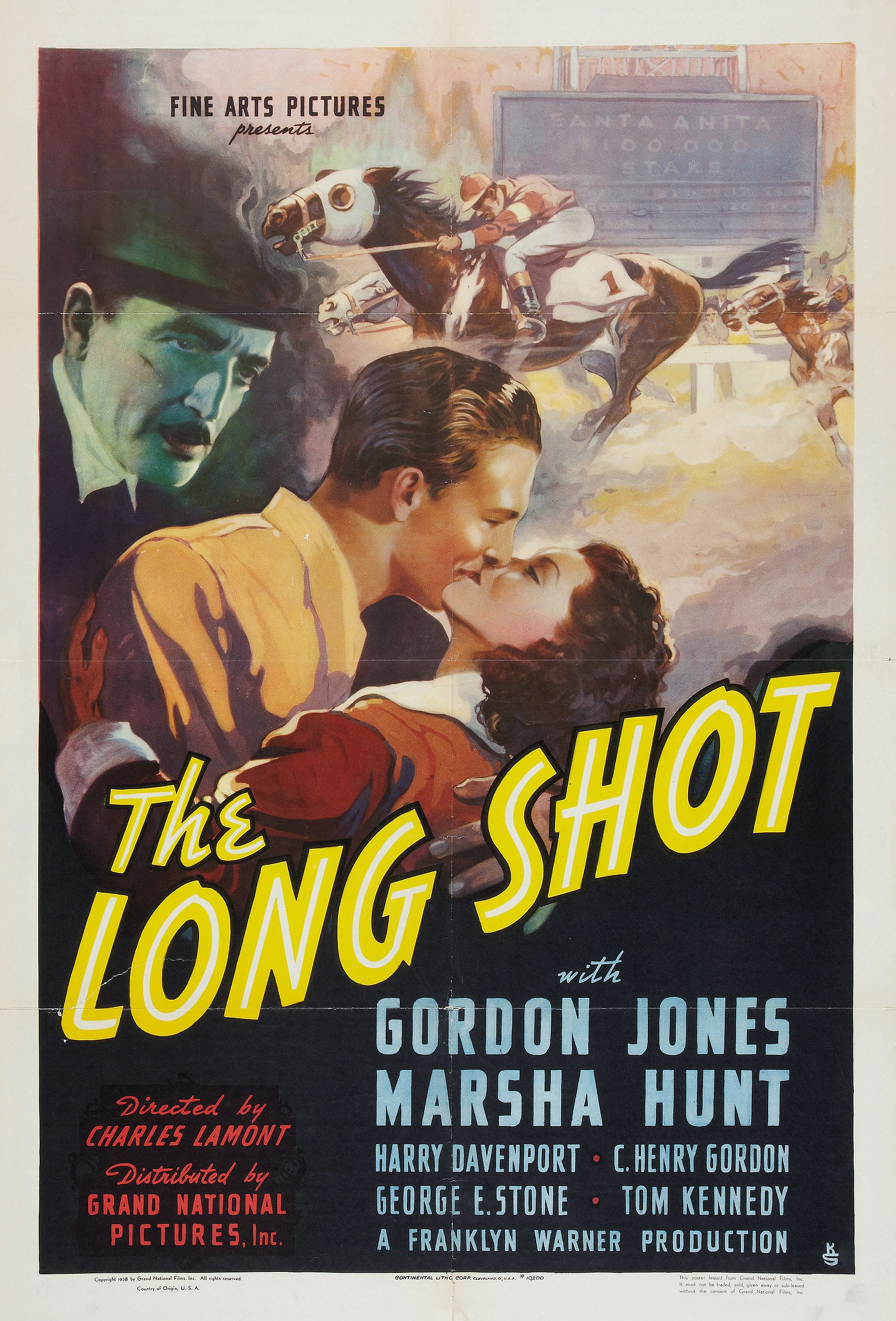
Affiche du film.

The Long Shot est un film américain réalisé par Charles Lamont et sorti en 1939.

## Synopsis
Henry Sharon est sur le point d'être ruiné financièrement par le propriétaire de l'écurie rivale, Lew Ralston, lorsqu'il a l'idée de simuler sa propre mort. Son cheval Certified Check est légué à sa nièce Martha, une jeune femme que Ralston avait espéré épouser.
Martha et son ami Jeff Clayton commencent à faire courir Certified Check, mais il perd à chaque fois. Par la suite, ils reçoivent un indice selon lequel le cheval déteste courir à la corde.
Étant positionné à l'extérieur, Certified Check a une chance légitime de remporter une course aux gros enjeux à Santa Anita, mais il doit d'abord être tenu caché pour empêcher Ralston de saboter ses chances.

## Fiche technique
- Autre titre : Long Shot
- Réalisation : Charles Lamont
- Scénario : Ewart Adamson (scénario), Harry Beresford (histoire originale) et George Callaghan
- Producteurs : Franklyn Warner, Charles Lamont (producteur associé)
- Production : Fine Art Pictures[1].
- Photographie : Arthur Martinelli
- Montage : Bernard Loftus
- Genre : Drame[2]
- Distributeur : Grand National Pictures
- Durée: 69 minutes
- Date de sortie : 
  - États-Unis : 6 janvier 1939

## Distribution
- Gordon Jones : Jeff Clayton
- Marsha Hunt : Martha Sharon
- C. Henry Gordon as Lew Ralston
- George Meeker as Dell Baker
- Harry Davenport as Henry Sharon
- George E. Stone: Danny Welch
- Frank Darien : Zeb Jenkins
- Tom Kennedy : Mike Claurens
- Emerson Treacy : Henry Knox
- Gay Seabrook : Helen Knox
- Benny Burt : Joe Popopopolis
- James Robinson : Tucky
- Denmore Chief : Certified Check
- Joe Hernandez : Racing Announcer
- James Keefe : Racing Announcer

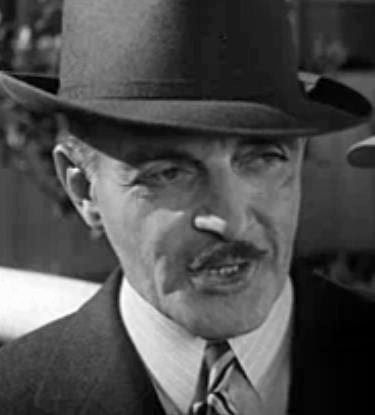
C. Henry Gordon dans Long Shot.

Wilson Benge, Dorothy Fay, Earle Hodgins, Wilbur Mack, Carl Meyer, Lee Phelps, Norman Phillips, Jason Robards Sr. et Claire Rochelle apparaissent dans le film, non crédités.